# FIRST (Formula 1)
FIRST je nekdanje italijansko moštvo Formule 1, ki je v prvenstvu sodelovalo v sezoni 1989. Moštvo bi moralo nastopiti na Veliki nagradi Brazilije, toda FIA jim zaradi varnostnih razlogov povezanih s trdnostjo šasije ni dovolila nastopiti.